# A Megtorló (televíziós sorozat)
A Marvel - A Megtorló vagy röviden A Megtorló (eredeti cím: Marvel's The Punisher) 2017-ben indult amerikai websorozat, melyet Steve Lightfoot alkotott meg a Netflix számára a Marvel-moziuniverzum részeként. A sorozat – mely a Daredevil spin-offja – a Marvel Comics képregények Punisher, magyarul Megtorló nevű szereplőjének történetét dolgozza fel.
A cselekmény középpontjában Frank Castle áll (a Daredevilhez hasonlóan ezúttal is Jon Bernthal alakítja), aki Megtorló álnéven önbíráskodó antihősként harcol a bűnözés ellen. További fontosabb szerepekben Ebon Moss-Bachrach, Ben Barnes, Amber Rose Revah, Daniel Webber, Paul Schulze, Jason R. Moore, Michael Nathanson, Jaime Ray Newman és Deborah Ann Woll látható. A második évadban új szereplőként feltűnik Josh Stewart, Floriana Lima és Giorgia Whigham.
2011-ben a Fox ugyan elkötelezte magát egy új sorozat próbaepizódjának elkészítése mellett, mely a Megtorlóról szól, de a projekt végül nem valósult meg. 2015 júniusában bejelentették, hogy Bernthal Megtorlóként szerepet kap a Daredevil második évadában. 2016 januárjáig már elkezdődtek az előmunkálatok egy A Megtorló elnevezésű spin-off sorozaton, még mielőtt a Daredevil második évada adásba került volna. 2016 áprilisában a Marvel és a Netflix megrendelte a sorozatot, megerősítette Bernthal közreműködését és Lightfootot nevezte meg vezető producerként, illetve showrunnerként. A forgatás 2016 októberében kezdődött New Yorkban és 2017 áprilisában fejeződött be.
A sorozat november 17-én debütált, a Netflix az első évad mind a tizenhárom epizódját egyidőben tette közzé. 2017 decemberében a második évad elkészítését is bejelentették. A második évad 2019. január 18-án vált elérhetővé, szintén tizenhárom epizóddal. 
2019 februárjában hozták nyilvánosságra, hogy a Jessica Jones című Marvel-sorozattal együtt A Megtorlót sem hosszabbítják meg. Ez a Netflix együttműködésének végét jelenti a Marvellel (pár hónappal korábban a szintén Marvelhez köthető Daredevil, Vasököl és Luke Cage című sorozatokat is elkaszálta a csatorna).

## Háttértörténet
Az első évadban a volt tengerészgyalogos Frank Castle, akit New Yorkban csak Megtorló néven ismernek, bosszút esküszik családja meggyilkolásáért. A felelősök felkutatása közben azonban egy jóval nagyobb politikai és katonai összeesküvésre bukkan. 
A második évad során Castle megpróbál visszavonult életet élni, de egy bajbajutott lány megmentésével ismét egy szövevényes és véres ügybe keveredik, miközben korábbi halálos ellensége is visszatér. 

## Szereplők

### Főszereplők
- Jon Bernthal – Frank Castle / Megtorló: Önbíráskodó veterán, akinek családját lemészárolták, és bosszúból minden lehetséges eszközzel felveszi a harcot az alvilág ellen.

A Daredevil első évadának showrunnere, Steven S. DeKnight elmondta, hogy a sorozatbeli Megtorló teljes egészében a Marvel-féle verzióhoz fog hasonlítani (a korábban filmvászonra vitt változatok nem a Marvel égisze alatt jelentek meg). Bernthal ennek ellenére tanulmányozta a korábbi változatokat is. A szereplővel kapcsolatban a színész elmondta: „Nincsen kibaszott köpönyege. Nincsenek szuperképességei. Egy kibaszottul megkínzott, dühös apa és férj, aki a sötétségnek, a veszteségnek és a gyötrelemnek ebben az elképzelhetetlen világában él.” Bernthal előzetesen hozzátette, hogy a sorozat „katonai összetevővel” is rendelkezni fog: mivel Castle katona, ezért a sorozat némiképp erre összpontosít majd. 
- Ebon Moss-Bachrach – David Lieberman / Micro: Korábbi NSA elemző, saját halálának megrendezése után Castle segítőtársa.

Moss-Bachrach a két szereplő kapcsolatáról úgy nyilatkozott, hogy „közös ellenséget találtunk maguknak és ez egy kényelemből született frigy”. A színész úgy érezte, Micro képregénybeli változata túlságosan egydimenziós szereplő, egyetlen feladata Castle fegyverekkel való ellátása volt. Azonban a képregényszereplő szerinte izgalmasabbá válik, amikor kapcsolata megromlik a Megtorlóval és reméli, hogy ez a sorozatban is visszaköszön majd. A második évaddal kapcsolatban reményeit fejezte ki arra vonatkozóan is, hogy az eddig főként számítógépes munkát végző Micro változatosabb szerepben tűnik majd fel és az akciójelenetekből is nagyobb részt fog kapni.
- Ben Barnes – Billy Russo / Kirakós: Castle korábbi legjobb barátja és bajtársa a Haditengerészetnél. Russo az Anvil nevű magán katonai szolgáltató cég vezetője.

A szereppel kapcsolatban Barnes elmondta, hogy szerinte Russónak ugyanannyi veszteségben és tragédiában volt része, mint Castle-nek, csupán másképpen dolgozta fel mindezeket – részben neveltetése miatt, hiszen árvaházakban nőtt fel. Russo ezért nárcisztikus lett, a színész mégsem tartja őt eredendően és teljes mértékben gonosznak.
- Amber Rose Revah – Dinah Madani: A Belbiztonsági Hivatal (Department of Homeland Security) iráni származású amerikai munkatársa. Nyomozás miatt tér vissza Afganisztánból New Yorkba, ahol Castle-lel keresztezik egymást útjaik.

Revah megjegyezte, hogy Madani „amerikainak tartja magát – ez a lénye, ezt akarja megvédeni, ezért teszi az, amit tesz”. Mivel Madani alakja nem szerepel a képregényekben, Revah a szerep kedvéért főként a Belbiztonsági Hivatalnál dolgozókkal, továbbá irániakkal konzultált. „Úgy vélem, ha egy képregényből keltesz életre valakit, akkor van valamiféle felelősséged, hogy a képregénynek megfelelően jelenítsd meg a szereplőt. Az én esetemben ez nem állt fenn, ezért lehetőségem nyílt szabadabban kezelni a szereplő megjelenítését.” A színésznőnek a forgatáshoz készítettek egy különleges, a testalkatának megfelelő shotgunt.
- Daniel Webber – Lewis Wilson: Fiatal veterán, a harcmezőről való hazatérése után poszttraumatikus stressz zavar miatt képtelen beilleszkedni a civil életbe. Curtis Hoyle terápiás üléseinek rendszeres részvevője.
- Paul Schulze – William Rawlins: A CIA titkos hadműveleteinek vezetője, először Afganisztánban találkozik Castle-lel.
- Jason R. Moore – Curtis Hoyle: Castle barátja, azon kevesen egyike, akik tudják, hogy Castle csupán megrendezte a saját halálát. Szintén háborús veterán, egyik lábszárának elvesztése után terápiás csoportot vezet más veteránok számára.
- Michael Nathanson – Sam Stein: A Belbiztonsági Hivatal ügynöke, Madani társa.
- Jaime Ray Newman – Sarah Lieberman: David felesége
- Deborah Ann Woll – Karen Page: A New York Bulletin riportere és Matt Murdock korábbi asszisztense. Összebarátkozik Castle-lel, miközben annak ügyén dolgozik. Woll a Daredevil sorozatban is szerepel.
- Josh Stewart – John Pilgrim: Higgadt külsejű, szótlan, de könyörtelen férfi. Hátrahagyta korábbi neonáci életét, azonban halálos képességeit ismét használnia kell. Steward elmondása szerint Pilgrim alt-right keresztény fundamentalista és Castle-hez hasonló belső vívódások jellemzik, miközben morálisan megkérdőjelezhető tetteket hajt végre.[13]

A szereplő közvetlenül nem tűnik fel a Megtorló-képregényekben, egy hasonló karakter – akiről Pilgrimet mintázták – viszont igen: a Punisher MAX #3 című képregényben Castle ellenfele egy Mennonite névre hallgató, mélyen vallásos ámis férfi, akit egy Rigoletto nevű gengszter bérel fel a Megtorló megölésére.
- Floriana Lima – Krista Dumont: Háborús veteránokkal foglalkozó pszichoterapeuta, aki Billyvel is együtt dolgozik.
- Giorgia Whigham – Amy Bendix: Rejtélyes múltú szélhámos. Menekülésben lévő tizenéves lány, akinek az útja keresztezi egymás Castle-lel.

### Mellékszereplők
Az első évadban bemutatott mellékszereplők
- Sohre Ágdáslu – Farah Madani: Dinah sikeres pszichiátriai magánrendelést folytató édesanyja.
- Jordan Mahome – Isaac Lange: Háborús veterán Hoyle önsegítő csoportjában.
- Kelli Barrett – Maria Castle: Castle elhunyt felesége, gyakran megjelenik a Megtorló rémálmaiban és látomásaiban.
- Aidan Pierce Brennan – Frank Castle Jr.: Castle elhunyt fia.
- Nicolette Pierini – Lisa Castle: Castle elhunyt lánya.
- Ripley Sobo – Leo Lieberman: David és Sarah lánya.
- Kobi Frumer – Zach Lieberman: David és Sarah fia.
- Tony Plana – Rafael Hernandez: A Belbiztonsági Hivatal műveleti igazgatója, Madani mentora.
- Royce Johnson – Brett Mahoney: Őrmester a New York-i rendőrség 15. körzeténél. Johnson korábban több más marveles Netflix-sorozatban is feltűnt, ugyanebben a szerepben.

A második évadban bemutatott mellékszereplők
- Corbin Bernsen – Anderson Schultz: a Testament Industries egyik vezetője, aki saját bűnös céljaira béreli fel John Pilgrimet.
- Annette O’Toole – Eliza Schultz: a Testament Industries másik vezetője, Anderson felesége.
- Jordan Dean – Jake Nelson: Fiatal drogfüggő veterán, Billy Russo barátja és bűntársa.
- Samuel Gomez – José: Billy Russo bűnszervezetének veterán tagja.
- Jimi Stanton – Tod: Billy Russo bűnszervezetének veterán tagja.
- Brett Bartholomew: Billy Russo bűnszervezetének veterán tagja.

### Vendégszereplők
Az első évadban bemutatott vendégszereplők
- C. Thomas Howell – Carson Wolf: Magas rangú és korrupt ügynök a Belbiztonsági Hivatalnál, Madani felettese. Összetűzésbe kerül Micróval, később pedig Castle-lel. Wolf korruptnak bizonyul és titokban Rawlinsnak dolgozik, akinek a parancsára Wolf árulónak nevezi és látszólag megöli Micrót (de Micro túléli a támadást). Wolf később Frank fogságába esik, a Megtorló kivallatja, majd megöli a rátámadó férfit.
- Delaney Williams – O'Connor: Önmagát vietnámi veteránnak hazudó és a szabad fegyvertartásért küzdő tag Hoyle önsegítő csoportjában. Hazugságáért Wilson végez vele.
- Geoffrey Cantor – Mitchell Ellison: A New York Bulletin főszerkesztője, Page főnöke. Cantor a Daredevil sorozatban is ugyanebben a szerepben tűnt fel.
- Shez Sardar – Ahmad Zubair: Afgán rendőr, Madani egykori társa.
- Jeb Kreager – Gunner Henderson: Veterán haditengerész, a Cerberus osztag tagja, Castle bajtársa. Hazatérése után a világtól visszavonultan él egy erdőben. Később szövetkezik Castle-lel és számos, a megölésére küldött Anvil-ügynökkel végez, de ő maga is halálos sebet kap.
- Clancy Brown – Ray Schoonover: Castle parancsnoka Afganisztánban. Brown a Daredevil sorozatban is ugyanebben a szerepben tűnt fel.
- Tim Guinee – Clay Wilson: Lewis Wilson apja, próbál segíteni fiának a civil életbe történő beilleszkedésben.
- Rob Morgan – Turk Barrett: Kisstílű bűnöző Hell’s Kitchenben és Harlemben. Morgan korábban több más Marveles Netflix-sorozatban is feltűnt Barrett szerepében.
- Mary Elizabeth Mastrantonio – Marion James: A CIA helyettes igazgatója.
- Andrew Polk – Morty Bennett: A Cerberus osztag tagja Rawlins parancsnoksága alatt. Russo végez vele, miután csalinak használja fel Bennett-et Castle-lel szemben.
- Rick Holmes – Stan Ori: Amerikai szenátor, a fegyvertartás szigorításáért lobbizik.
- Houshang Touzie – Hamid Madani: Dinah orvos édesapja.

A második évadban bemutatott vendégszereplők
- Alexa Davalos – Beth Quinn: Egyedülálló édesanya, a michigani Ecorseban él és a Lola's Roadhouse bárban dolgozik. Rövid időre Castle szerelmi partnere.
- Jagger Nelson – Rex Quinn: Beth fia, aki megkedveli Castle-t.
- Avery Mason – Ringo: Kidobó és testőr a Lola's Roadhouse bárban.
- Teri Reeves – Marlena Olin: Pilgrimnek dolgozó zsoldos.
- Alex Notkin – Sergei Konchevsky: Amy Pilgrim által megkínzott és megölt szövetségese.
- Joe Holt – Roy Hardin seriff: Keménykötésű és fegyelmezett seriff az ohiói Larkville-ben, Castle segítőtársa.
- Brandon Gill – Ken Ogden rendőr: Hardin egyik beosztottja, Bruce testvére.
- Jamie Romero – Murphy rendőr: Hardin egyik beosztottja.
- Rudy Eisenzopf – Dobbs rendőr: Hardin egyik beosztottja
- Donald Webber Jr. – Bruce Ogden: Rab a Larkville-i rendőrőrsön, Ken testvére.
- Ilia Volok – Kazan: Orosz bandatag.
- Keith Jardine – Orosz nehézfiú, Kazan egyik embere.
- Allie McCulloch – Rebecca Pilgrim: Pilgrim odaadó és halálosan beteg felesége.
- Zell Steele Morrow – Michael Pilgrim: Pilgrim fia.
- Henry Boshart – Lemuel Pilgrim: Pilgrim fia.
- Thomas G. Waites – Arthur Walsh: Idős férfi, aki annak idején nevelőszülőként zaklatta a gyermek Billy Russót.
- Charles Brice – Bobby: Billy Russo bűnszervezetének veterán tagja.
- Brett Diggs – Anton: Billy Russo bűnszervezetének veterán tagja.
- Dikran Tulaine – Nikolai Poloznev: Orosz üzletember és gengszter.
- Todd Alan Crain – David Schultz: Amerikai szenátor, Schultzék titokban meleg fia.
- Kevin Chapman – Kusack: Pilgrim egykori neonáci bajtársa.
- Joseph D. Reitman – "Creepy" Ed Zatner: Kórboncnok, Karen Page szövetségese, akit különös megszállottság fűz a női cipőkhöz.

## Epizódok
| Évad | Évad | Részek száma | Részek száma | Eredeti sugárzás   | Eredeti sugárzás   | Eredeti adó |
| Évad | Évad | Részek száma | Részek száma | Évadbemutató       | Évadzáró           | Eredeti adó |
| ---- | ---- | ------------ | ------------ | ------------------ | ------------------ | ----------- |
|      | 1.   | 13           | 13           | 2017. november 17. | 2017. november 17. | Netflix     |
|      | 2.   | 13           | 13           | 2019. január 18.   | 2019. január 18.   | Netflix     |

### 1. évad (2017)
| Sor. | Év. | Cím                                            | Rendező        | Író                   | Premier                               |
| --- | --- | ---------------------------------------------- | -------------- | --------------------- | ------------------------------------- |
| 1. | 1.  | Hajnali 3 (3 AM)                               | Tom Shankland  | Steve Lightfoot       | 2017. november 17. 2017. november 17. |
| Családja gyilkosainak felkutatása és kivégzése után Frank Castle, vagyis a Megtorló visszavonultan és szerény körülmények között él New Yorkban és Pete Castiglione álnéven egy építkezésen dolgozik. A férfit mindenki halottnak hiszi, egyedül a szintén háborús veterán Curtis Hoyle (aki poszttraumás stressz zavarban szenvedő veteránoknak tart beszélgetős csoportfoglalkozásokat) van tisztában Castle személyazonosságával. Az építkezésen vele folyamatosan ellenséges munkatársai ráveszik az újonc munkást, Donny Chavezt egy rablásra. A Gnucci maffiacsalád fennhatósága alá tartozó uzsorás kirablása azonban rosszul sül el: Donny véletlenül felfedi személyazonosságát és munkatársai – félve a megtorlástól – összeverik és be akarják betonozni Donnyt, eltüntetve minden hozzájuk köthető nyomot. Castle megmenti a fiút és végez munkatársaival, illetve az uzsorással és annak embereivel. Tudtán kívül viszont egy ismeretlen személy minden egyes lépését utcai kamerákon keresztül figyeli. Eközben a Belbiztonsági Hivatal ügynöke, Dinah Madani korábbi társának, Ahmed Zubairnak a gyilkosait akarja felkutatni. Halála előtt Zubair Afganisztánban állomásozó és heroint csempésző amerikai katonák ügyében nyomozott. |     |                                                |                |                       |                                       |
| 2. | 2.  | Két halott férfi (Two Dead Men)                | Tom Shankland  | Steve Lightfoot       | 2017. november 17. 2017. november 17. |
| Castle telefonhívást kap egy Micro álnévre hallgató férfitól, aki a segítségét kéri. Régi ismerős, Karen Page segítségével Castle kinyomozza Micro valódi személyazonosságát: David Lieberman az NSA elemzője volt, letartóztatásakor tisztázatlan körülmények között agyonlőtték. Az incidens sosem került nyilvánosságra, Madani főnöke, Carson Wolf személyesen tussolta el az ügyet. Lieberman özvegyének és gyermekeinek meglátogatása után Castle betör Wolfhoz és kicsikar belőle egy vallomást Lieberman állítólagos halálával kapcsolatban, majd megöli. Eközben Madani a nyomozása során találkozik Billy Russóval, Castle egykori afganisztáni osztagának egyik tagjával, jelenleg egy privát katonai szervezet, az Anvil vezetőjével. Castle rátalál a valójában életben lévő Lieberman rejtekhelyére, konfrontálódik a férfivel és felkészül a kivallatására. |     |                                                |                |                       |                                       |
| 3. | 3.  | Kandahar (Kandahar)                            | Andy Goddard   | Steve Lightfoot       | 2017. november 17. 2017. november 17. |
| Lieberman a kihallgatása közben megtévesztéssel sikeresen elkábítja Castle-t és kiszabadul kötelékeiből. Közli a Megtorlóval, hogy hozzá hasonlóan ő is bosszút akar állni azokon, akik tönkretették az életét és felajánlja segítségét. A Wolf halála miatt bűntudatot érző Madani partnerétől, Sam Steintól megtudja, hogy korábbi főnökük 30 millió dollárt rejtegetett offshore számlákon. Egy afganisztáni visszaemlékezés alapján Castle és Russo egy titkos bérgyilkos osztag tagjaiként ott voltak Zubair meggyilkolásánál, a heroincsempészetben szintén résztvevő „Orange ügynök” megbízásából. Orange öngyilkos küldetésre küldi a számára már terhet jelentő osztagot, az életben maradó és a bázisra visszatérő Castle dühében rátámad és bal szemére megvakítja főnökét. Lieberman megtalálta a videót Zubair haláláról és elküldte Madaninak, de Wolf és emberei lenyomozták és lelőtték Liebermant, ám a férfi túlélte a támadást. |     |                                                |                |                       |                                       |
| 4. | 4.  | Újratöltés (Resupply)                          | Kari Skogland  | Dario Scardapane      | 2017. november 17. 2017. november 17. |
| Castle el akar rabolni egy fegyverszállítmányt, mely a gengszter Turk Barretthez köthető, de egy görög banda már megelőzte. Míg Castle a szállítmányt keresi és egyre szorosabbá válik kapcsolata Lieberman családjával, Madanit felkeresi mentora, Rafael Hernandez és óva inti a korrupt Wolf ügyében történő nyomozástól. Madanit bízzák meg a fegyverszállítmány visszaszerzéséért folyó művelet vezetéséval, melyről a hacker Lieberman is értesül. Habár eleinte vonakodva, de segít Castle-nek megszerezni a fegyvereket a Belbiztonsági Hivatal orra elől. Madani és Castle autós üldözésbe keveredik, de Lieberman oldalról belehajt a nő autójába. Castle kimenti Madanit a lángoló roncsok közül, ám a súlyosan megsérült ügynöknő felismeri a halottnak hitt Megtorlót – Castle bevallja neki Wolf meggyilkolását. Eközben Lewis Wilson, Hoyte csoportjának szintén háborús veterán tagja csatlakozni akar az Anvilhoz, Russo cégéhez. Hoyle tanácsára visszautasítják a háborúból hazatérése óta mentálisan beteg fiatal férfit. |     |                                                |                |                       |                                       |
| 5. | 5.  | Gunner (Gunner)                                | Dearbhla Walsh | Michael Jones-Morales | 2017. november 17. 2017. november 17. |
| Castle és Lieberman kutatni kezd Gunner Henderson, Castle afganisztáni osztagának egy másik tagja után, aki annak idején titokban levideózta Zubair kivégzését. Madani közli Steinnel, hogy Castle életben van, de a hallgatását kéri az ügyben. Castle Kentucky erdeiben talál rá Hendersonra és megtudja tőle, hogy Orange ügynök valójában William Rawlins, a CIA titkos műveleteinek igazgatója. Rawlins Ray Schoonover segítségével halott amerikai katonák testében csempészte a heroint Afganisztánból az Egyesült Államokba. A két férfi életére Rawlinsnak dolgozó zsoldosok törnek, feladatuk szerint meg kell ölniük Hendersont, mielőtt a belbiztonságaik találnának rá előbb. Lieberman drónnal történő technikai támogatásával Castle és Henderson megöli Rawlins embereit, de Henderson halálos sérülést kap és Castle is súlyosan megsérül. Lieberman megmenti társát és visszaviszi New Yorkba – nem tudva arról, hogy immár Rawlins is tisztában van azzal, hogy Castle él. |     |                                                |                |                       |                                       |
| 6. | 6.  | A Júdás-kecske (The Judas Goat)                | Jeremy Webb    | Christine Boylan      | 2017. november 17. 2017. november 17. |
| Lieberman Hoyle segítségét kéri Castle elfertőződő sebeinek kezelésében. Russo megtudja, hogy Madani nyomozásba kezdett korábbi osztagtársa után és konfrontálódik vele. Castle megtalálása érdekében Russo rádiójeleket kezd el sugározni, mellyel meg is találja a Megtorlót. Találkozásukkor új személyazonosságot ajánl fel neki, melyet Castle visszautasít – hamarosan nyilvánvalóvá válik, hogy Castle tudtán kívül Russo is Rawlinsnak dolgozik. Mindeközben Wilsont letartóztatják, amikor vietnámi veterán csoporttársával, O'Connorral a szabad fegyvertartást népszerűsítő kiadványokat osztogatnak és ellenáll egy kötekedő rendőr intézkedéseivel szemben. Hoyle leteszi az óvadékot a fiúért és közli vele, hogy O'Connor egy csaló, sosem járt Vietnámban. Wilson szóváltásba keveredik O'Connorral és halálra késeli. |     |                                                |                |                       |                                       |
| 7. | 7.  | Célkeresztben (Crosshairs)                     | Andy Goddard   | Bruce Marshall Romans | 2017. november 17. 2017. november 17. |
| Castle következő célpontja Morty Bennett, a „Cerberus hadművelet” egyik alapítója és Rawlins segítőtársa a heroincsempészetben. Rawlins tudja, hogy Bennett célpont lehet, ezért a felhasználásával csapdát állít Castle-nek. Liebermannek sikerül „klónoznia” Bennett telefonját és lenyomozni Rawlins tartózkodási helyét. Castle mesterlövész-puskával próbálja kivégezni egykori felettesét, de a golyóálló üveg megakadályozza ebben és menekülni kényszerül. Russo a szálak elvarrása érdekében megöli Bennett-et, míg Madani gyanítja, hogy irodáját bepoloskázták és Steinnel együtt tervet készít a felelősök csapdába csalásához. |     |                                                |                |                       |                                       |
| 8. | 8.  | Hideg acél (Cold Steel)                        | Antonio Campos | Felicia D. Henderson  | 2017. november 17. 2017. november 17. |
| Castle megtudja, hogy Lieberman fia, Zach kést vitt magával az iskolába és úgy dönt, saját érdekében ráijeszt a fiúra. Liebermannal közösen rájönnek, hogy a következő lépés felvenni a kapcsolatot Madanival. A Madani irodáját bepoloskázó Rawlins és Russo Madani megtévesztése miatt azt hiszi, a belbiztonságiak megtalálták Castle-t és egy zsoldoscsapattal meg akarják előzni az ügynököket, de kelepcébe kerülnek: Madani, Stein és a többi ügynök rajtuk ütnek. Lövöldözés tör ki, mely mindkét oldalon nagy emberveszteségekkel jár. Stein a menekülő Russo nyomába ered és sarokba szorítja, de Russo halálra késeli a férfit. Az ügynöknővel egy ideje romantikus kapcsolatban álló Russo vigasztalja az otthonában gyászoló és Stein halálért bűntudatot érző Madanit és segít neki lemosni magáról a vért. |     |                                                |                |                       |                                       |
| 9. | 9.  | Az ellenség felé (Front Toward Enemy)          | Marc Jobst     | Angela LaManna        | 2017. november 17. 2017. november 17. |
| Miközben Madani továbbra is önmagát okolja Stein halála miatt, Wilson robbantásokat hajt végre New Yorkban és levelet ír Page-nek, abban bízva, hogy a riporternő mellé fog állni az ügyében. Amikor ez nem történik meg, felhívja Page-t, amikor az épp a fegyvertartás korlátozásáért lobbizó Stan Ori szenátorral folytat élő rádiós vitát. Castle és Hoyle rájön Wilson személyazonosságára és Hoyle ellátogat O'Connor házához. Wilson bombakészítő eszközeire és O'Connor oszladozó holttestére rátalálva verekedésbe keveredik Wilsonnal, aki fölénybe kerül és egy bombával együtt egy székhez kötözi Hoyle-t. Castle-nek sikerül időben megtalálnia barátját és Wilson jobb belátására térítésével hatástalanítani a robbanóeszközt. A kiérkező rendőrök elől Castle ugyan el tud menekülni, ám egy rendőrségi kamera rögzíti arcát és nyilvánosságra kerül a tény, miszerint mégsem halt meg. Lieberman találkozik Madanival és felfedi előtte Rawlins nevét, valamint közös munkáját Castle-vel. |     |                                                |                |                       |                                       |
| 10. | 10. | Az erőszak önigazolása (Virtue of the Vicious) | Jim O'Hanlon   | Ken Kristensen        | 2017. november 17. 2017. november 17. |
| Brett Mahoney meghallgatja Page-t, Madanit, Russót és Ori szenátort egy pár órával korábbi incidens ügyében. Az eltérő nézőpontú beszámolókból kirajzolódnak az események: Madani – megtudva, hogy Stein gyilkosai az Anvilnek dolgoztak – kérdőre vonja Russót, aki épp Ori biztonságának megteremtéséért dolgozik embereivel egy szállodában. Wilson álruhában behatolt az épületbe és Ori életére tört. Castle a helyszínre érve megmenti Orit és Page-t, utóbbit azonban Wilson egy robbanószerrel felszerelt mellénnyel felszerelkezve túszul ejti. Russo, az Anvil ügynök és a rendőrök elől elmenekülve Castle a hotel konyhájában kerül szembe Wilsonnal és Page segítségével hatástalanítja a bombát. Page meglövi Wilsont, aki egy hűtőkamrába bezárkózva újraindítja a bombát és felrobbantja magát. |     |                                                |                |                       |                                       |
| 11. | 11. | Lőtávolságban (Danger Close)                   | Kevin Hooks    | Felicia D. Henderson  | 2017. november 17. 2017. november 17. |
| Russo emberei elrabolják Saraht és Zachet (Leo el tud menekülni). Lieberman felveszi a kapcsolatot lányával és Madani segítségét kéri. Rawlins megpróbálja elnyerni a CIA helyettes igazgatójának, Marion Jamesnek a támogatását, de a nő – szembesülve Rawlins kétszínűségével – nem hajlandó belekeveredni semmilyen kétes ügybe és magára hagyja őt. Russo és Rawlins egyaránt a másik fél elárulását tervezheti. Castle rájön, hogy Sarah híváslistája alapján Russo valószínűleg lenyomozta rejtekhelyét és hamarosan Anvil-ügynökök fognak rajtuk ütni – a Megtorló végez velük, ezután Russo alkut kínál fel: elengedi Saraht és Zachet, cserébe Castle-ért és Liebermanért cserébe. |     |                                                |                |                       |                                       |
| 12. | 12. | Otthon (Home)                                  | Jet Wilkinson  | Dario Scardapane      | 2017. november 17. 2017. november 17. |
| Madani rögzíti Castle és Lieberman vallomását Rawlinsszal szemben. A két férfi ezután a Russo által megjelölt helyre megy, Sarah és Zach kiszabadul, Russo árulásától tartva Madanival közösen megrendezik Lieberman halálát. Miközben Lieberman újra találkozik családjával, Russo és Rawlins annak korábbi rejtekhelyére viszi Castle-t. Habár kis híján halálra kínozzák, Castle kiszabadul és brutálisan meggyilkolja Rawlinst. A belbiztonságiak a helyszínre érkeznek, megsebesítik a menekülő Russót és kimentik a sűrgös orvosi ellátást igénylő Castle-t |     |                                                |                |                       |                                       |
| 13. | 13. | Memento Mori (Memento Mori)                    | Stephen Surjik | Steve Lightfoot       | 2017. november 17. 2017. november 17. |
| Russónak sikerül elmenekülnie, Castle sérüléseit pedig Madani apja látja el, Madani megmutatja a korábban rögzített vallomásokat tartalmazó videót Jamesnek. Russo belopódzik Hoyle lakásába, ám Castle már számított rá és mesterlövész-puskával tűz alá veszi. Castle és Russo megállapodik egymással, hogy szemtől szemben fogják rendezni konfliktusukat, Russo helyszínként azt a Central Park-beli körhintát jelöli ki, ahol annak idején Castle családját kivégezték. Bár győzelme érdekében túszokat ejt és megsebesíti őket, Russo alulmarad Castle-lel szemben, időközben a helyszínre érkező Madani fejlövést kap egykori szeretőjétől. A dühödt Castle a körhinta melletti, tükörrel borított falhoz csapkodja Russo fejét, groteszk módon elcsúfítva a korábban jóképű férfi arcvonásait. Három nappal később Castle megtudja, hogy törölték a bűnügyi nyilvántartásból, ezáltal új életet kezdhet. Madani túlélte sérülését és kómás állapotban Russo is kórházba került, súlyos fejsérülése miatt valószínűleg elveszti emlékezetét. Miután elengedik a kórházból, Castle ellátogat Hoyle csoportjába és első alkalommal megnyílik a többiek előtt.                                                                                   |     |                                                |                |                       |                                       |

### 2. évad (2019)
| Sor. | Év. | Cím                                            | Rendező                    | Író                              | Premier                           |
| --- | --- | ---------------------------------------------- | -------------------------- | -------------------------------- | --------------------------------- |
| 14. | 1.  | Roadhouse Blues (Roadhouse Blues)              | Jim O'Hanlon               | Steve Lightfoot                  | 2019. január 18. 2019. január 18. |
| Frank Castle-t egy bárban egy fiatal lány szóban inzultálja. Később a lány felhív egy orosz gengsztert, bizonyos fényképek eladásával kapcsolatban. Tudtán kívül a férfi egy székhez van kötözve és az őt kihallgató idegen a hívás befejeztével kivégzi őt. Castle megvédi a pultosnőt egy agresszív részegtől és összebarátkozik a Beth nevű nővel. Együtt töltik az éjszakát és másnap Castle visszamegy a bárba, ahol egy csapat ismeretlen a fiatal lányt üldözi és az életére törnek. Castle közbeavatkozik, ám a brutális verekedésben Beth lőtt sebet kap. A lánnyal együtt a közeli kórházba viszi Beth-t, közben további, őket követő bandatagokkal végez. Eközben Dinah Madani meglátogatja a kómában lévő Billy Russót a kórházban. A nő távozása után nem sokkal Russo kinyitja a szemét. |     |                                                |                            |                                  |                                   |
| 15. | 2.  | Üss vagy fuss (Fight or Flight)                | Jim O'Hanlon               | Steve Lightfoot                  | 2019. január 18. 2019. január 18. |
| Castle és a lány kivesz egy motelszobát, ahol Castle ellátja a sebeit. Kihallgatja a lányt, akit állítása szerint Rachelnek hívnak, nemsokára azonban újabb fegyveresek támadnak rájuk. Castle, Rachel és egy bérgyilkos nő túléli a tűzharcot, de a helyi rendőrség mindhármukat letartóztatja. Madadi ismét ellátogat Russóhoz, de a férfi a Haditengerészetnél töltött idejénél frissebb emlékeket nem tud felidézni. Madani szinte mindennap bemegy a kórházba és nem hajlandó elhinni, hogy Russónak valóban amnéziája van. Mentora, Rafi megpróbálja jobb belátásra téríteni a nőt. Az éjszaka folyamán Madanit Castle telefonhívása ébreszti fel Russóval kapcsolatos rémálmából és a segítségét kéri. Madani nemet mond neki, ezért Castle-nek kell megvédenie a rendőrőrsöt az azt megtámadó fegyveresektől, élükön az oroszt korábban kivégző rejtélyes férfival. |     |                                                |                            |                                  |                                   |
| 16. | 3.  | Zavaros vizeken (Trouble the Water)            | Jeremy Webb                | Ken Kristensen                   | 2019. január 18. 2019. január 18. |
| Egy visszaemlékezésben kiderül, hogy a rejtélyes férfi neve John Pilgrim, aki neonáci múltját hátrahagyva istenfélő vidéki életet él súlyosan beteg feleségével és két gyermekével. A felesége gyógykezelését anyagilag támogató gazdag házaspár, Anderson és Eliza Schultz megbízza őt egy küldetéssel. A jelenbe visszatérve a seriff rájön, hogy a lány neve nem Rachel. Pilgrim egy kisebb hadsereggel tüzet nyit az épületre a környező erdőből, de Castle kiszabadul bilincseiből és az őrsről kijutva az éj leple alatt egyenként végez a támadókkal. Pilgrim Castle háta mögé kerül, de váratlanul Madani jelenik meg egy helikopteren, hogy közölje Castle-lel Russo szökését a kórházból. Castle védelme alá veszi Rachelt és hármasban New Yorkba utaznak. |     |                                                |                            |                                  |                                   |
| 17. | 4.  | Sebhely (Scar Tissue)                          | Iain B. MacDonald          | Angela LaManna                   | 2019. január 18. 2019. január 18. |
| Visszaemlékezések során fény derül Russo és a terapeutája, Dr. Krista Dumont beszélgetéseire; Russo próbálja visszanyerni emlékeit és testi erejét is, miközben rémálmok gyötrik egy koponyás mellényről. Megtudjuk, hogy nevelőszülőknél nőtt fel és a hadsereg volt számára a család. A jelenben Madani saját New York-i lakásában bújtatja el Castle-t és Rachelt. Castle meglátogatja Curtis Hoyle-t, utóbbi viszont elhiszi Russo amnéziáját. Castle elmeséli, hogy Russót egyik gyermekkori gondozója bántalmazta – Madani erről értesülve nyomozásba kezd az ügyben. Rachel idegösszeroppanást kap és mindent elmond Castle-nek: a valójában Amy nevű lány tagja volt egy chicagói szélhámosokból álló csapatnak, melyet orosz gengszterek béreltek fel egy csókolózó férfiakat ábrázoló fénykép megszerzésére. A küldetés után a csoportot lemészárolták és csak Rachel maradt életben. Közben Russo lenyomozza és megöli egykori bántalmazóját. Rachel is értesül Castle múltjáról, mint a Megtorló. Russo vértől csöpögő ruhában megjelenik Dr. Dumont lakásán és a nő segítségét kéri. |     |                                                |                            |                                  |                                   |
| 18. | 5.  | Bubi pár (One-Eyed Jacks)                      | Stacie Passon              | Dario Scardapane                 | 2019. január 18. 2019. január 18. |
| Castle arra kényszeríti Turk Barrett-et, hogy hozzon össze egy találkozót közte és az Amyt felbérelő oroszok között. Az oroszok edzőtermében a gengszterek fogságba ejtik Barrett-et és a férfi lakásában csapdát állítanak a Megtorlónak, ő viszont egyenesen az edzőterembe megy. Egy élet-halál küzdelem után Castle megtudja az oroszok vezetőjének, az üzletember Nikolai Poloznevnek a nevét. Madani részt vesz Hoyle veteránoknak tartott egyik terápiás ülésén. Billy összebarátkozik az egyik, lelki problémákkal küszködő veteránnal egy bárban. A Schultz házaspár New Yorkba küldi Pilgrimet, hogy végezzen az oroszokkal, melyet ő meg is tesz. |     |                                                |                            |                                  |                                   |
| 19. | 6.  | Nakazat (Nakazat)                              | Jamie M. Dagg              | Christine Boylan                 | 2019. január 18. 2019. január 18. |
| Castle és Amy előhívatja a fotókat és találkozót szervez Poloznevvel. Pilgrim lenyomozza és megfenyegeti Madanit, adja át neki Castle-t és a lányt. Poloznev elfogása után Castle kivallatja az üzletembert és megtudja, a fotókkal David Schultz szenátort akarták zsarolni: a titokban homoszexuális férfit mélyen vallásos alt-right szülei, Anderson és Eliza Schultz próbálta már gyermekkorától kezdve a hatalomra nevelni. Castle megkíméli Poloznev életét, amennyiben az családjával együtt távozik az Államokból, de Pilgrim végez az orosszal. Russo eközben még több veteránnal összebarátkozik. Egyikük tilosban parkoló autóját elszállítják, de a csapat összeveri a jármű vezetőjét – Russo meggyőzi őket arról, hogy az erőszak az ő világuk és közösen kitervelnek egy bankrablást. Hoyle megtudja az egyik veterántól, hogy találkoztak Russóval. Russo visszatér Dr. Dumonthoz, elolvassa az aktáját és dühében megtámadja a nőt. Dumont először késsel kézen szúrja a férfit, majd a dulakodás csókolózásba fordul át. |     |                                                |                            |                                  |                                   |
| 20. | 7.  | Egy rossz nap (One Bad Day)                    | Jet Wilkinson              | Felicia D. Henderson             | 2019. január 18. 2019. január 18. |
| Russo és Dr. Dumont kapcsolata szexuális jellegűvé válik. Hoyle, Castle és Madani rátalál az egyik veteránnal, aki Russóval találkozott és Castle könyörtelenül kivallatja. A tervezett bankrablásról értesülve Castle és Hoyle a helyszínre siet, míg Madani Mahoney rendőrőrmestert hívja fel. Russo és bandája kirabol egy pénzkölcsönzőt, de Castle felbukkan a halálfejes mellényében, melynek látványa sokkos állapotba hozza Russót. |     |                                                |                            |                                  |                                   |
| 21. | 8.  | A testvérem őrzője (My Brother's Keeper)       | Jim O'Hanlon               | Steve Lightfoot                  | 2019. január 18. 2019. január 18. |
| A sokkot kapott Russót – aki még mindig úgy emlékszik, Castle a legjobb barátja – társai magukkal rángatják, miközben menekülnek. Castle utánuk ered és elárulja Russónak, ő a felelős annak arcsérüléseiért és amnéziájáért. Castle és Hoyle is hezitál Russo lelövésével, így a férfi el tud menekülni. Mahoney elfogja Castle-t, de Hoyle segítségével a Megtorló egérutat nyer. Russo végez a vele egyet nem értő veteránokkal és visszatér Dr. Dumonthoz, bevallva neki, hogy úgy érzi, Castle elárulta őt. Dumont biztosítja afelől, hogy Castle nem az, akinek Russo hitte. Castle ellátogat családja sírjához és útmutatást kér tőlük, mert képtelen úgy kiiktatni Russót, hogy az nem is emlékszik egykori bűneire. |     |                                                |                            |                                  |                                   |
| 22. | 9.  | Őskáosz (Flustercluck)                         | Salli Richardson-Whitfield | Steve Lightfoot & Ken Kristensen | 2019. január 18. 2019. január 18. |
| Russo serege sikeres rablás- és gyilkosságsorozatot hajt végre a városban. Anderson meglátogatja Pilgrimet és ötmillió dolláros vérdíjat tűznek ki Castle, illetve Amy fejére. Russo betör Madani lakásába és kérdőre vonja a nőt hiányzó emlékei miatt – Madani felvilágosítja, hogy kapzsiságból épp Russo ölte meg Castle családját. Castle rátalál Russo Valhalla nevű rejtekhelyére, de közben bérgyilkosok törnek az életére, akikkel maradéktalanul végez. A vérdíjról értesülve hívni próbálja Amyt, de a lány köddé vált. Amy fel akarja venni a kapcsolatot egyik New Yorkban élő egykori csapattársával, aki látszólag segítőkész. Titokban azonban el akarja árulni Amyt a vérdíjért cserébe, és zsoldosokat hív az épületbe. Castle is a helyszínre ér és egy kivételével az összes bérgyilkost megöli. Az utolsó támadót Amy teszi ártalmatlanná, halálosan megsebezve a férfit. Castle agyonlövi a sebesültet, így biztosítva a bűntudatot érző Amyt, hogy valójában nem a lány ölte meg a támadót. Az egyik zsoldos eközben kapcsolatba lép Pilgrimmel, de ő épp korábbi neonáci bandájával konfrontálódik. |     |                                                |                            |                                  |                                   |
| 23. | 10. | Szívnek sötét rejteke (The Dark Hearts of Men) | Alex Garcia Lopez          | Steve Lightfoot & Angela LaManna | 2019. január 18. 2019. január 18. |
| Egy ádáz és véres küzdelemben Pilgrim kivégzi egykori bandatársait, eközben súlyos sebeket szerez. Kételkedni kezd céljában és hitében, visszatérve a drogokhoz és az alkoholhoz, illetve egy prostituált szolgáltatásait is igénybe veszi. Castle és Hoyle megfigyeli a Valhallát, de tudtukon kívül Russo számított az érkezésükre. Egy visszaemlékezésben Madani meglátogatja Dr. Dumontot és a két nő egy pohár bor mellett beszélget Russóról, valamint Castle-ról. Dumont szerint az egyetlen különbség a két férfi között, hogy Castle az erkölcsi kódexe miatt jobbnak hiszi magát áldozatainál. A jelenbe visszatérve Castle megtámadja a Valhallát, abban a hitben, hogy a minden éjszakát ott töltő nők már elhagyták a komplexumot. Mivel előzetesen tudott a támadásról, Russo csapdát állít és embereivel brutálisan összevereti ellenségét. Russo távozása után Castle megöli a veteránokat és Russo nyomába ered. Dühében vakon lőni kezd egy helyiségre. Egy újabb visszaemlékezésben Dumont elmondja Russónak, hogyan törheti meg Castle-t: össze kell zúznia annak morális felsőbbrendűségébe vetett hitét, melyet bűnöző áldozatai felett érez. A jelenben Castle belépve a szitává lőtt helyiségbe három halott nőt talál. A bűntudattól lefagyva nézi őket, mialatt a rendőrség a helyszínre ér.                                                                                 |     |                                                |                            |                                  |                                   |
| 24. | 11. | A mélység (The Abyss)                          | Meera Menon                | Laura Jean Leal                  | 2019. január 18. 2019. január 18. |
| Abban a hitben, hogy ő ölte meg a három prostituáltat, Castle hagyja letartóztatni magát. Szigorúan őrzött kórházi szobájában Karen Page látogatja meg a férfit. Amy megkísérli Castle kiszabadítását, félve attól, hogy további bérgyilkosok jelenhetnek meg. Miután Castle elmeséli Madaninak és Page-nek a történteket, a két nő ellátogat a halottasházba. A prostituáltak holttesteit megvizsgálva rájönnek, azokat Russo lőtte le közvetlen közelről, még Castle érkezése előtt. A kórházba visszatérve megakadályozzák egy, a vérdíjra pályázó rendőr gyilkossági kísérletét. Page beindítja a tűzjelzőt, mialatt Madani kicsempészi az álcázott külsejű Castle-t. Az épület előtt Mahoney feltartóztatja őket és mentőautóval egy közeli őrsre akarja vinni Castle-t – nem tudva arról, hogy Pilgrim már a nyomukban van. |     |                                                |                            |                                  |                                   |
| 25. | 12. | Ütközési pályán (Collision Course)             | Stephen Kay                | Dario Scardapane                 | 2019. január 18. 2019. január 18. |
| Pilgrim rajtaüt Mahoney-n és Castle-n, letolva mentőautójukat egy hídról. Küldetését azonban nem tudja végrehajtani, mert Madani közbeavatkozik. Pilgrim ellopja a nő autóját, mialatt Castle kimenti Mahoney-t a lángoló mentőből. Castle megszerzi Schultz szenátor lakcímét, elrabolja a férfit és kivallatja Pilgrim megtalálása érdekében. Eközben Pilgrim Madani autójának GPS-ével rátalál Hoyle lakókocsijára, vallatni kezdi a férfit, de Amy váratlanul megérkezik. Menekülni kezd Pilgrim elől és látszólag egérutat is nyer – valójában elrejtőzik üldözője kocsijában és követi őt annak hotelszobájába. Felismerve, hogy Dr. Dumont Russo szövetségese, Madani elmegy a nő lakására és kérdőre vonja a pszichoterapeutát. Dumont rátámad, ezért Madani önvédelemből kilöki őt az ablakon. |     |                                                |                            |                                  |                                   |
| 26. | 13. | A forgószél (The Whirlwind)                    | Jeremy Webb                | Steve Lightfoot                  | 2019. január 18. 2019. január 18. |
| Dumont zuhanását látva a bosszúszomjas Russo megtámadja Madanit, de halálos lövéseket kap és menekülni kényszerül. Amy értesíti Castle-t Pilgrim hollétéről, de az ezt követő lövöldözésben a lányt Pilgrim túszul ejti. Hoyle kiszabadítja és átadja Mahoney-nak a Castle által foglyul ejtett szenátort, Madani úgy dönt, nem tartóztatja le Hoyle-t Castle segítéséért. Pilgrim és a Megtorló brutális párharcából utóbbi kerül ki győztesen. Pilgrim arra kéri, kímélje meg gyermekei életét, Castle viszont (a Schultzék által feláldozható bábnak használt) ellensége megölése helyett, annak segítségével, eljut Schultzék rezidenciájára. Mindeközben, egy balul sikerült illegális műtétet követően a haldokló Russo Hoyle terápiás üléseinek helyszínén húzza meg magát és telefonon arra kéri Hoyle-t, maradjon vele a haláláig. Hoyle helyett azonban Castle jelenik meg és szó nélkül agyonlövi Russót. Később Castle és Amy felelősségre vonja a Schultz házaspárt. Az Amyt megölni próbáló Elizát Castle főbe lövi, férjének pedig egy fegyvert és egy golyót ad – távozásuk után Anderson öngyilkos lesz. Russo és Schultzék kiiktatását követően Castle, Pilgrim és Amy útjai elválnak egymástól. Kiderül, hogy Dumont túlélte a zuhanást. Három hónappal később Castle Megtorlóként folytatja a bűnözők felkutatását és kiiktatását, míg Madani a CIA kötelékeiben kezd el dolgozni. |     |                                                |                            |                                  |                                   |

## Fordítás
- Ez a szócikk részben vagy egészben  a   The Punisher (TV series) című angol Wikipédia-szócikk fordításán alapul.  Az eredeti cikk szerkesztőit annak laptörténete sorolja fel. Ez a jelzés csupán a megfogalmazás eredetét és a szerzői jogokat jelzi, nem szolgál a cikkben szereplő információk forrásmegjelöléseként.